# Comuna Petrakiivka, Horol
Petrakiivka (în ucraineană Петракіївка) este o comună în raionul Horol, regiunea Poltava, Ucraina, formată din satele Hvoșcivka, Kutorjîha, Petrakiivka (reședința) și Serednie.

## Demografie
Componența lingvistică a comunei Petrakiivka
     Ucraineană (98,62%)
     Rusă (1,14%)
     Alte limbi (0,16%)
Conform recensământului din 2001, majoritatea populației comunei Petrakiivka era vorbitoare de ucraineană (98,62%), existând în minoritate și vorbitori de rusă (1,14%).